# Goblin Slayer
Goblin Slayer (ゴブリンスレイヤー lit. Mata goblins?) es una serie de novelas ligeras japonesas escritas por Kumo Kagyu e ilustradas por Noboru Kannatsuki. Dos adaptaciones al manga escritas por Kōsuke Kurose y Masahiro Ikeno son serializadas en la revista mensual Big Gangan de Square Enix, y una precuela de Kento Eida es publicada en Young Gangan.
Una adaptación a serie de anime producida por White Fox fue emitida entre el 6 de octubre y el 29 de diciembre de 2018. Una película animada titulada Goblin Slayer: Goblin's Crown se estrenó en Japón el 1 de febrero de 2020. Una segunda temporada de Liden Films se estrenará el 7 de octubre de 2023.

## Sinopsis
En un mundo de fantasía, los aventureros de todas partes se unen al Gremio, a fin de completar contratos de cualquier trabajo disponible que incluya la caza de diversos tipos de monstruos que vagan por la tierra u otro tipo de misión que sea ofrecida. Una sacerdotisa inexperta se une a un grupo de novatos para su primera aventura, que es destruir un nido de goblins. Sin embargo, la falta de experiencia y exceso de confianza de los integrantes les juega una mala pasada y el resto de su grupo es eliminado. Sorpresivamente, ella es salvada por un hombre conocido como Goblin Slayer, un aventurero cuyo único propósito es la erradicación de los goblins con una dedicación extrema.

## Personajes
Los personajes de la historia no llevan nombres propios, pero son nombrados por sus profesiones.
Goblin Slayer (ゴブリンスレイヤー?)
 Seiyū: Yūichirō Umehara, Abraham Castillo (español latino)
El personaje principal de la serie, un joven de 20 años y experimentado aventurero de rango plata a quien solo le interesa la caza de goblins, de los cuales posee conocimientos enciclopédicos que rozan la obsesión. Los trabajos que realiza solo involucran goblins y no acepta encargos de ningún otro tipo, aunque a menudo queda atrapado en misiones espantosas por razones que escapan de su control.
Diez años antes del comienzo de la historia, fue el único sobreviviente de la masacre de su pueblo por parte de una horda goblin, debiendo ser testigo de cómo su hermana se sacrificó para darle una oportunidad de sobrevivir. A partir de ese día, su objetivo ha sido erradicar a esta especie.
Se caracteriza por llevar siempre una armadura que lo cubre completamente, por lo que poca gente ha visto su rostro, aunque él mismo señala que no tiene la intención de esconder su identidad, sino estar siempre listo para pelear.
Sacerdotisa (女神官 Onna Shinkan?)
 Seiyū: Yui Ogura, Lucía Suárez (español latino)
La protagonista femenina. Inicialmente es una aventurera de rango porcelana, el más bajo. Es una joven amable y generalmente servicial que es capaz de usar magia curativa y hechizos protectores con mucha habilidad.
En su primera cacería de goblins es salvada por Goblin Slayer y se une a él formando un nuevo grupo. A pesar de los eventos transcurridos en su primer trabajo, aún desea ser una aventurera y ayudar a su grupo de la forma que pueda. Mientras lucha junto a Goblin Slayer, aprende a usar hechizos alternativamente, incorporando nuevas habilidades, subiendo de rango como aventurera y comenzando a usar armaduras a medida que la historia avanza.
Su historia de fondo es la de una niña huérfana criada en un templo en el sacerdocio junto con otros huérfanos.
Arquera elfa (妖精弓手 Yōsei Yunde?)
 Seiyū: Nao Tōyama, Valeria Tavera (español latino)
Una aventurera elfa de rango plata. Viajó con Chamán enano y Sacerdote lagarto para encontrar a Goblin Slayer y contratarlo para matar goblins. Se enfrentan a algunos problemas para encontrarlo, ya que no pueden pronunciar «Goblin Slayer» y suele llamarlo Orcbolg, nombre que usan las tribus elfas para referirse a él.
Usualmente su personalidad sorprende a quienes la conocen ya que rompe el estereotipo pacífico, sano y espiritual que todos esperan ver en una elfa, siendo más bien una chica de lenguaje vulgar, que se emborracha, grita y pelea constantemente.
Chamán enano (鉱人道士 Kō Hito Dōshi?)
Seiyū: Yuichi Nakamura, Urike Aragón (español latino)
Un aventurero enano también de rango plata y miembro del grupo la Arquera Elfa y Sacerdote Lagarto. Como enano, es bueno con el metal, la piedra y el alcohol. A primera vista, puede decir que Goblin Slayer es experimentado y fuerte, lo llama «Corta Barbas», nombre que las tribus de enanos le dieron cuando su fama llegó hasta sus oídos. Disfruta sacar de sus casillas constantemente a Arquera con comentarios que sabe la enojarán, aunque la aprecia como camarada de armas y tragos.
Sacerdote lagarto (蜥蜴僧侶 Tokage Sōryo?)
 Seiyū: Tomokazu Sugita, Ignacio Pineda (español latino)
Un hombre lagarto y miembro del grupo de Arquera Elfa y Chamán Enano. Al igual que Sacerdotisa puede sanar, además de usar una espada para luchar y magia para crear soldados esqueletos que los apoyen en las batallas. Es una persona muy tranquila y compuesta. Se preocupa profundamente por la naturaleza debido a su religión. Está muy enamorado del sabor del queso, que considera un manjar exótico ya que su especie no practica la ganadería. Al igual que sus compañeros, es de rango plata.
Granjera (牛飼娘 Ushikai Musume?)
 Seiyū: Yuka Iguchi, Diana Castañeda (español latino)
Amiga de la infancia de Goblin Slayer. Su tío la llevó de visita a su granja un día antes que su familia y la de Goblin Slayer fueran masacrados por los goblins durante su infancia, sobreviviendo porque estaba fuera del pueblo durante el ataque; tras esto se quedó a vivir allí como granjera. Cuando Goblin Slayer se unió al gremio se reencontraron y arregló que su tío le rentara un cuarto en la granja para que viviera con ellos.
Recepcionista (受付嬢 Uketsuke Jō?)
 Seiyū: Maaya Uchida, Camila Vázquez (español latino)
Una joven que dirige la oficina principal del Gremio como recepcionista y entrega misiones a los aventureros. Muestra preocupación por las aldeas que suplican ayuda contra los goblins y está exasperada por la poca cantidad de aventureros experimentados que aceptan tales trabajos. Tiene un gran respeto por Goblin Slayer, debido a su disposición a asumir muchos contratos de goblins que otros no tomarían.
Bruja (魔女 Majo?)
 Seiyū: Yōko Hikasa
Una bruja joven y muy atractiva conocida de Goblin Slayer que forma equipo con Lancero, aunque ya era un aventurero experimentado cuando los dos muchachos se unieron al gremio. Es una aventurera de rango plata que habla muy lentamente, con pausas entre cada palabra.
A diferencia de muchos de los otros aventureros de su rango, no parece tener una mala opinión acerca de Goblin Slayer, sino que lo encuentra "fascinante" a causa de sus múltiples rarezas. Se siente atraída por Lancero ya que durante su primera misión este se portó de forma amable y sin segundas intenciones con ella, por lo que arregló con Recepcionista que los volvieran un grupo permanente para estar más cerca suyo.
Lancero (槍使い Yari Tsukai?)
 Seiyū: Yoshitsugu Matsuoka, Samuel Lazcano (español latino)
Aventurero de rango plata armado con una lanza que forma equipo con Bruja. Menosprecia a Goblin Slayer por dedicarse únicamente a cazar goblins pese a su alta categoría. Está enamorado de Recepcionista, pero ella esta más interesada en Goblin Slayer que en él, lo cual empeora aún más su opinión del protagonista. Lancero tiene la reputación de ser el aventurero más fuerte de las fronteras.
Doncella de la Espada (剣の乙女 Ken no otome?)
 Seiyū: Aya Endō, Elizabeth Rojo (español latino)
Antigua aventurera legendaria de rango oro que en el pasado se hizo famosa por formar parte del grupo que venció al anterior Señor Demonio. Actualmente es la arzobispo de la Iglesia del dios de la ley.
Cuando era joven fue raptada por un grupo de goblins, quedando traumatizada durante mucho tiempo al ser violada y torturada por ellos, tras esto se quedó en un pequeño pueblo trabajando como tasadora hasta que el héroe la reclutó para su grupo.
Es una mujer muy hermosa y tranquila, aunque en ocasiones puede demostrar actitudes inmaduras; además en el fondo aún no supera el trauma que significó su violación y esto genera muchos sentimientos negativos en ella, aunque tras conocer a Goblin Slayer ha logrado sobrellevarlos gracias a sus palabras y los sentimientos que despertó en ella. Cubre sus ojos con una venda ya que está casi ciega desde que fue violada.
Saqueador (忍びの者 Shinobi no mono?)
También conocido como Trotamundos (往還せし者 Ōkan seshi mono?) y llamado simplemente como "El Maestro" por Goblin Slayer, es el individuo que lo rescató de la masacre de su aldea y lo entrenó durante cinco años.
Pertenece a la raza de los rhea, una especie muy similar a los Hobbits de Tolkien, quienes son conocidos por ser excelentes exploradores y arqueros. Saqueador es tan viejo que físicamente ya luce más similar a los goblins que a los rhea y es mentalmente inestable, lo que se nota en su forma neurótica de hablar y reaccionar.
Aunque nunca tuvo la intención de tener un aprendiz, la insistencia del muchacho fue tal que se dedicó por años a entrenarlo. La esencia de sus enseñanzas simplemente consistía en someterlo a pruebas y castigos que iban más allá de la tortura, incitándolo a forzar sus límites y salir adelante por sus propios medios, también constantemente le recalcaba por medio de insultos la pobre inteligencia y bajo potencial que poseía, pero le aseguraba no debía ser una excusa para rendirse, sino un motivo para estar más alerta y desarrollar la costumbre de ver todo en su entorno como un arma o emboscada que puede ser usada tanto a su favor como en su contra.
Según el mismo Goblin Slayer, a pesar de que posee un gran respeto por él, nunca se entabló una conexión emocional entre ambos, al punto que solo supo que su entrenamiento había acabado porque un día despertó y descubrió que Saqueador se había ido.
Goblins (ゴブリン?)
Son los principales antagonistas de la serie. Una raza de monstruos humanoides salvajes de piel verdosa y rasgos demoníacos en la que todos los ejemplares son machos. La mayoría tienen una inteligencia similar a la de un niño y una fuerza y habilidades similares, pero hay variedades mucho más peligrosas, como los chamanes, que tienen algunos conocimientos mágicos, los trasgos, que son más fuertes y grandes, los campeones goblin, que son de mayor tamaño que un ser humano y además tienen gran experiencia de lucha, o los lords goblin, los ejemplares más temibles, que gobiernan las manadas de goblins con su inteligencia y poder superiores.
Pese a sus muchas fechorías tienen fama de ser los monstruos más débiles de todos, lo que causa que casi ningún aventurero se interese en ir a cazarlos debido a las bajas recompensas que se ofrecen por ello. Solo los novatos aceptan misiones que involucren goblins para ascender de rango, pero suelen subestimarlos por su debilidad a nivel individual, lo que en la mayoría de ocasiones termina en tragedia ya que la peligrosidad de los goblins radica en lo numerosos y variados que son. Entre las no pocas atrocidades que cometen se encuentran el arrasar aldeas, matar a todos sus habitantes o secuestrar mujeres y violarlas para reproducirse y después devorarlas.

## Ambientación y contexto

### El Gremio
Organización inter-territorial que agrupa, clasifica, organiza y contrata a todo aquel que desee trabajar como aventurero, funcionando como un intermediario entre estos y sus contratantes. La principal función del gremio es recibir los pedidos de individuos, clasificar su dificultad y tarifa para publicarlos de forma que los aventureros sepan quienes están calificados o autorizados para llevar a cabo la misión.
Aunque en general se piensa que las misiones del gremio son la exterminación de monstruos y otros seres sobrenaturales, incluyen en realidad una amplia gama que va desde trabajos simples como limpieza de edificios o saneamiento de plagas, pasando por cacerías de criminales y resguardo de caravanas hasta llegar incluso a misiones de alto nivel encargadas por el gobierno o la corona.
Cada misión es pagada por el contratante, aunque el gremio hace una cotización previa que si bien no es obligatoria para el empleador, influye en la decisión de los aventureros a la hora de decidir aceptar o no, aun así en ocasiones el gremio ofrece bonificaciones por desempeño que complementan el pago de los contratantes.

### Aventureros
Un aventurero es un individuo de cualquier reino, raza, especie o sexo, que se registre en el gremio y acepte hacer hacer misiones, por lo general se trata de personas con entrenamiento en magia, combate, supervivencia o asistencia médica; pudiendo inscribirse cualquier persona mayor de quince años. Al registrarse se le asigna una placa de identificación con sus datos, hecha de un material específico que representa su rango de aventurero, esta servirá como acreditación oficial y en caso de deceso durante una misión como prueba de identidad.
Existen diez rangos en total para un aventurero y se asciende principalmente por cantidad de éxitos acumulados en misiones, pero también por reputación, responsabilidad, constancia y otras cualidades que el gremio considere relevantes en cada caso.
Los rangos, desde el menor al más alto son:
1. Porcelana
2. Obsidiana
3. Acero
4. Zafiro
5. Esmeralda
6. Rubí
7. Bronce
8. Plata
9. Oro
10. Platino

Por lo general el rango Porcelana tiene el menor grado de dificultad para ascender necesitando, según se ha mencionado, un par de misiones de subyugación de bajo nivel para pasar a Obsidiana. Usualmente es en este rango que se encuentran las misiones que involucran goblins. De la misma forma, aunque se trata del tercer rango más alto, los aventureros tratan al rango Plata como el nivel más alto ya que el rango Oro usualmente se encarga de misiones para la nación y el Platino es para individuos de clase legendaria y solo han existido unos pocos a lo largo de la historia, por lo que eventualmente el rango plata es el más alto que se encarga realmente de hacer misiones y salir a terreno.

### Razas
Aunque en el mundo existen muchas razas y especies pensantes se considera solo a aquellas tribus con una sociedad que se desarrolle como una comunidad civilizada y no esté bajo el mando del Rey Demonio; aunque en general se mantienen en buenos términos entre sí, cada una es independiente, pero en zonas rurales o pueblos fronterizos es posible ver población mixta y en épocas de lucha contra las razas demoníacas suelen aliarse para hacer frente común al enemigo.
Las razas más notorias de este mundo son:
1. Humanos: La raza más prolífera del mundo, aunque es la que tiene la expectativa de vida más corta, sin embargo poseen la capacidad de desarrollar cualquier oficio y son la raza que ha dado más héroes al mundo.
2. Elfos: Habitantes de los bosques afectos a la vida natural, siendo conocidos por preferir no salir de estos territorios a menos que sea inevitable. Usualmente son vistos como existencias nobles, delicadas y casi poéticas, aunque hay excepciones. Poseen el expectativa de vida y juventud más larga en el mundo, llegando algunos a vivir milenios sin perder su aspecto juvenil. Son conocidos por su habilidad sin igual en la arquería.
3. Enanos: La segunda raza más longeva del mundo, poseen cuerpo de poca estatura y musculatura robusta, destacándose en la forja, artesanía y vinicultura; su sociedad es festiva y promueve las celebraciones y la buena mesa. Poseen habilidad con la magia, sobre todo la relacionada con la tierra.
4. Hombres Lagartos: Tribu de reptiles antropomorfos de gran estatura y cuerpo resistente que viven en pantanos y se sustentan con base en la recolección y cacería, poseen una magia espiritual muy poderosa ligada a sus creencias religiosas.
5. Rheas: Habitantes de las praderas que parecen enanos, excepto por su contextura menuda y orejas puntiagudas. Son más pequeños que un humano promedio y no son grandes peleadores, pero destacan en habilidades de infiltración u ocultamiento por lo que son buenos pícaros, ladrones o rastreadores.
6. Hombres bestia: Conjunto de especies demihumanas. Seres de aspecto humano con rasgos característicos de alguna especie animal, usualmente demostrado en sus orejas, colas, vello corporal o rasgos faciales. Por lo general actúan como humanos y conviven entre ellos sin problemas, aunque ciertas habilidades físicas como su fuerza, agilidad o sentidos son superiores y varían dependiendo de la raza animal a la que pertenezcan.

## Contenido de la obra

### Novelas ligeras
Las novelas ligeras son escritas por Kumo Kagyu e ilustradas por Noboru Kannatsuki. La serie fue publicada originalmente en línea. SB Creative publicó el primer volumen bajo su sello GA Bunko el 15 de febrero de 2016. Hasta el momento, se han publicado dieciséis volúmenes en Japón.
Una novela spin-off escrita por Kagyu e ilustrada por Shingo Adachi, titulada Goblin Slayer Side Story: Year One (ゴブリンスレイヤー外伝：イヤーワン Goblin Slayer Gaiden: Year One?), fue publicada en marzo de 2018.
Kagyu lanzará un nuevo spin-off, titulado Goblin Slayer Side Story 2: Tsubanari no Daikatana (ゴブリンスレイヤー外伝２ 鍔鳴の太刀《ダイ・カタナ》 Goblin Slayer Gaiden 2: Tsubanari no Daikatana?), en la revista en línea Gangan GA. La serie tendrá una duración de nueve capítulos.
El cuarto volumen de la novela ligera incluía un CD de audiodrama original escrito por Kagyu, al igual que el sexto, séptimo, octavo y duodécimo volúmenes.

#### Lista de volúmenes
| Núm. | Fecha de publicación     | ISBN                   |
| ---- | ------------------------ | ---------------------- |
| 1    | 15 de febrero de 2016    | ISBN 978-4-7973-8615-8 |
| 2    | 14 de mayo de 2016       | ISBN 978-4-7973-8752-0 |
| 3    | 15 de septiembre de 2016 | ISBN 978-4-7973-8834-3 |
| 4    | 14 de enero de 2017      | ISBN 978-4-7973-8955-5 |
| 5    | 15 de mayo de 2017       | ISBN 978-4-7973-9158-9 |
| 6    | 15 de septiembre de 2017 | ISBN 978-4-7973-9159-6 |
| 7    | 15 de marzo de 2018      | ISBN 978-4-7973-9161-9 |
| 8    | 15 de octubre de 2018    | ISBN 978-4-7973-9809-0 |
| 9    | 14 de diciembre de 2018  | ISBN 978-4-7973-9812-0 |
| 10   | 15 de marzo de 2019      | ISBN 978-4-8156-0095-2 |
| 11   | 13 de septiembre de 2019 | ISBN 978-4-8156-0330-4 |
| 12   | 14 de febrero de 2020    | ISBN 978-4-8156-0333-5 |
| 13   | 15 de octubre de 2020    | ISBN 978-4-8156-0640-4 |
| 14   | 12 de marzo de 2021      | ISBN 978-4-8156-0812-5 |
| 15   | 14 de septiembre de 2021 | ISBN 978-4-8156-1152-1 |
| 16   | 14 de julio de 2022      | ISBN 978-4-8156-1346-4 |

### Manga
Una adaptación al manga de Kōsuke Kurose comenzó a serializarse el 25 de mayo de 2016 en la revista mensual Big Gangan de la editorial Square Enix. Una precuela con arte de Kento Eida, titulada Goblin Slayer Side Story: Year One, fue lanzada el 15 de septiembre de 2017 en la revista Young Gangan.
Una segunda adaptación de la historia principal, titulada Goblin Slayer: Brand New Day comenzó la serialización el 25 de mayo de 2018 en la revista mensual Big Gangan de Square Enix. La historia adapta las novelas ligeras comenzando en el cuarto volumen.
Takashi Minakuchi lanzará una adaptación al manga de la novela Tsubanari no Daikatana en la aplicación Manga Up! de Square Enix y en el sitio web Gangan GA.

### Anime
Una serie de 12 episodios producida por White Fox se emitió entre el 7 de octubre al 30 de diciembre de 2018, transmitida en AT-X, Tokyo MX, Sun TV y BS11. La serie es dirigida por Takaharu Ozaki con guiones escritos por Hideyuki Kurata y Yōsuke Kuroda, diseños de personajes realizados por Takashi Nagayoshi y música compuesta por Kenichirō Suehiro.
El tema de apertura es "Rightfully" de Mili. mientras que la canción de cierre es "Gin no Kisei" (銀の祈誓, "Silver's Oath") de Soraru. Funimation licenció y produjo un doblaje en inglés de la serie, con Crunchyroll emitiéndola internacionalmente. Muse Communication obtuvo la licencia de la serie en el sudeste asiático y el sur de Asia.
Una película secuela, titulada Goblin's Crown se estrenó el 1 de febrero de 2020 en cines japonesas. La plataforma Crunchyroll obtuvo la licencia para Latinoamérica, y se estrenó el 27 de julio de 2020.
En la transmisión en vivo del evento "GA Fes 2021", se anunció que la serie tendrá una segunda temporada. Está producida por Liden Films y dirigida por Misato Takada, con Ozaki como director en jefe e Hiromi Kato diseñando los personajes. Kurata y Suehiro regresan como guionista y compositor, respectivamente. La segunda temporada se estrenó el 7 de octubre de 2023. Crunchyroll obtuvo la licencia de la segunda temporada fuera de Asia.
El 31 de enero de 2023, Crunchyroll anunció que la serie recibió un doblaje en español latino, que se estrenó el 9 de febrero (primera temporada) y la segunda temporada (próximamente).

## Recepción
La novela ligera ocupó el quinto lugar en 2017 en la guía anual Kono Light Novel ga Sugoi! de Takarajimasha, en la categoría bunkobon.
El primer volumen del manga alcanzó el lugar 39 en el ranking semanal de manga de Oricon, vendiendo 20,360 copias.